# Liste von Orgeln in Westfalen und Lippe
Die Liste von Orgeln in Westfalen und Lippe erfasst sukzessive die erhaltenen historischen Orgeln sowie überregional bedeutende Orgelneubauten in Westfalen und Lippe. An historischen Instrumenten sollen alle erfasst werden, die vor dem Ersten Weltkrieg gebaut sind. Die Liste ergänzt den Hauptartikel Orgellandschaft Westfalen und Lippe.
In der vierten Spalte sind die hauptsächlichen Erbauer angeführt; eine Kooperation mehrerer Orgelbauer wird durch Schrägstrich angezeigt, spätere Umbauten durch Komma. Kursivschreibung gibt an, dass nur das historische Gehäuse erhalten ist. In der sechsten Spalte bezeichnet die römische Zahl die Anzahl der Manuale, ein großes „P“ ein selbstständiges Pedal, ein kleines „p“ ein nur angehängtes Pedal. Die arabische Zahl gibt die Anzahl der klingenden Register bei den heute bestehenden Orgeln an (Stand 2017). Die letzte Spalte bietet Angaben zum Erhaltungszustand sowie Links mit weiterführender Information.
| Ort                 | Kirche                                    | Bild           | Orgelbauer                                                                                                  | Jahr                                                     | Manuale     | Register | Bemerkungen |
| ------------------- | ----------------------------------------- | -------------- | --- | -------------------------------------------------------- | ----------- | -------- | --- |
| Asseln              | Lutherkirche                              |                | P. Furtwängler & Hammer, Emil Hammer                                                                        | 1906, 1985                                               | II/P        | 24       | 1985, Restaurierung, nahezu unverändert erhaltene pneumatische Orgel mit deutsch-romantischer Disposition → Orgeln der Lutherkirche (Asseln) |
| Berchum             | Ev.-ref. Kirche                           |                | unbekannt, Klaus Becker                                                                                     | 1732, 1976                                               | II/P        | 12       | ursprünglich für Petrikirche (Dortmund) gebaut; 1976 nahezu Neubau hinter historischem Prospekt mit Spiegelprinzipal unter Einbeziehung der wenigen erhaltenen alten Pfeifen → Orgel der Berchumer Kirche |
| Bigge               | St. Martin                                |                | Johann-Markus Oestreich, Fischer und & Krämer                                                               | 1783–1789, 1989                                          | II/P        | 29       | 1989 Rekonstruktion hinter historischem Gehäuse, mit erweitertem Tonumfang und ergänzt um 6 Register |
| Billerbeck          | St. Ludgerus                              |                | Friedrich Fleiter                                                                                           | 2009–2014                                                | IV/P        | 58       | hinter neogotischem Gehäuse der Vorgängerorgel von 1898, ergänzt um Rückpositiv und Chamadenwerk; 2016 Chororgel mit fahrbarem Spieltisch, auch von der Hauptorgel spielbar |
| Bochum              | Ruhr-Universität                          |                | Johannes Klais                                                                                              | 1998                                                     | IV/P        | 82       | op. 1774 |
| Borgentreich        | St. Johannes Pfarrkirche                  |                | Familie Bader, Johann Jacob John, Johann Patroclus Möller, unbekannt                                        | frühes 17. Jh./1677, 1710, 1751, 2. Hälfte 19. Jh., 2011 | III/P       | 45       | Bader-Orgel im Kloster Dalheim (möglicherweise unter Einbeziehung von Material aus dem 16. Jh.), 1710 Erweiterung um ein Rückpositiv und freies Pedal, 1751 Erweiterung, Umsetzung nach Auflassung, im 19. Jh. Änderungen der Disposition (1872 durch Carl August Randebrock), 1951–1953 und 2011 Restaurierungen. Die Orgel ist die größte historische in Westfalen und gehört zu den größten mit erhaltenen Springladen von Bader, John und Möller. Gehäuse weitgehend und 70 % der insgesamt 3002 klingenden Pfeifen sind erhalten. |
| Brüninghausen       | Ev. Kirche                                |                | Paul Faust                                                                                                  | 1910                                                     | II/P        | 10       | pneumatische Kegelladen; nahezu vollständig erhalten |
| Büren               | St. Nikolaus                              |                | Johann Patroclus Möller, Anton Feith, Franz Breil, Fischer & Krämer                                         | 1744, 1923, 1953–1957, 1992–1993                         | II/P        | 24       | ursprünglich für Kloster Böddeken gebaut, im 19. Jh. mehrfach und 1923 umdisponiert; 1957 um ein Brustwerk erweitert; 8 Register ganz und 5 teilweise erhalten |
| Cappel              | Evangelische Kirche                       |                | Carl August Randebrock                                                                                      | 1865 oder 1868                                           | II/P        | 16       | 1975 Restaurierung durch Gustav Steinmann |
| Detmold             | Erlöserkirche                             |                | Johann-Markus Oestreich, Emil Hammer, E. F. Walcker & Cie.                                                  | 1791–1796, 1940, 1962                                    | III/P       | 41       | 4 Register aus Vorgängerorgel von C. Lohoff (1651) übernommen; 1940 Erweiterung durch ein Rückpositiv, 1962 Wiederherstellung der alten Disposition, 1976, 1985 und 1995 Restaurierungen; 21 Register vollständig erhalten |
| Detmold             | Heilig Kreuz                              |                | Karl Schuke                                                                                                 | 2010                                                     | III/P       | 63       | Wird auch von der Hochschule für Musik Detmold genutzt. |
| Dielingen           | St. Marien                                |                | unbekannt, Johann Berenhard Klausing                                                                        | frühes 17. Jh., 1738, 1951                               | II/P        | 20       | 1738 Erweiterung der Windlade und um 1 Register, 1951 Restaurierung und Erweiterung um ein Rückpositiv und Pedal; Prospekt und 10 Register erhalten |
| Dorstfeld           | Evangelische Kirche                       |                | Wilhelm Sauer                                                                                               | 1904                                                     | IV/P        | 40       | op. 915; unverändert erhalten |
| Dortmund            | St. Reinoldi                              |                | Orgelbau Mühleisen                                                                                          | 2022                                                     | IV/P        | 56+11    | Orgelanlage aus Hauptorgel (IV/P/56) und Chororgel von 2019 (II/P/11 [29]) mit gemeinsamem mobilen Spieltisch, einige Register der Vorgängerorgel von Walcker einbezogen |
| Dortmund            | St.-Remigius-Kirche                       |                | Paul Faust                                                                                                  | 1915                                                     | II/P        | 23       | elektropneumatische Kegelladen; 1984 umgebaut; 17 Register ganz oder teilweise erhalten |
| Eichlinghofen       | Maria Königin                             |                | Marcussen & Søn                                                                                             | 1871                                                     | II/P        | 10       | ursprünglich für Boren erbaut, 2001 umgesetzt und um freies Pedal ergänzt (1 Register und 5 Transmissionen) |
| Eigen               | Liebfrauenkirche                          |                | Romanus Seifert & Sohn                                                                                      | 1929                                                     | IV/P        | 63       | 2006 um Fernwerk-Chororgel von Franz Rietzsch ergänzt |
| Frotheim            | Kluskapelle Frotheim                      |                | Georg Quellhorst                                                                                            | 1791                                                     | I           | 6        | ursprünglich für Schloss Hüffe gebaut, 1818 umgesetzt; bis auf rekonstruierte Mixtur erhalten |
| Gelsenkirchen       | Evangelische Altstadtkirche               |                | Karl Schuke                                                                                                 | 2001–2002                                                | III/P       | 45       | |
| Gelsenkirchen       | Propsteikirche St. Augustinus             |                | Anton Feith, Gebrüder Stockmann                                                                             | 1953, 1988/1989                                          | IV/P        | 72       | [ 7 ] |
| Gütersloh           | Evangeliumskirche                         |                | Ahrend & Brunzema                                                                                           | 1968                                                     | II/P        | 20       | [ 8 ] |
| Hattingen           | Sankt Georg                               |                | Christian Roetzel                                                                                           | 2014                                                     | II/P        | 31       | 2014 Restaurierung durch Harm Dieder Kirschner |
| Heiden (Lage)       | Evangelisch-reformierte Kirche Heiden     |                | Jehmlich Orgelbau Dresden                                                                                   | 1973                                                     | II/P        | 20       | 1973 Neubau durch VEB Jehmlich Orgelbau Dresden |
| Heimsen             | Evangelische Kirche                       |                | Mühlhan, Emil Hammer                                                                                        | 1840, 1973                                               | II/P        | 14       | 1848 nach Hohenbüchen verkauft, 1973 restauriert und um Rückpositiv erweitert; altes Hauptwerkgehäuse und einige Register erhalten |
| Hellinghausen       | St. Clemens                               |                | Johann Gottlieb Müller, Georg Carl Kuhlmann, Karl Kemper, S. Sauer                                          | 1783, 1845, 1961, 1975                                   | II/P        | 19       | 1845 Erweiterungsumbau der einmanualigen Orgel; 1869 Umbau durch Speith; 1961 Restaurierung und Erneuerung von 2 Registern, 1975 Restaurierung/Rekonstruktion; 12 Register von Kuhlmann erhalten |
| Herford             | Herforder Münster (Schwalbennestorgel)    |                | Johann Andreas Zuberbier, Paul Ott                                                                          | 1756, 1953                                               | II/P        | 21       | ursprünglich für Friedewalde gebaut, mehrfach umgebaut und umgesetzt, seit 1949 in Herford; 1953 rekonstruiert und erweitert; Gehäuse-Oberteil (Prospekt) und HW-Windlade erhalten → Orgel |
| Herford             | Herforder Münster (Hauptorgel)            |                | Förster & Nicolaus, Michael Jocher/Jean Paul Edouard                                                        | 1949, 1963, 2007                                         | IV/P        | 65       | 1963 Erweiterung um ein Rückpositiv durch Förster & Nicolaus; 2007 Umbau |
| Herford             | Königin-Mathilde-Gymnasium (alte Aula)    |                | Ackermeier, Steinmann                                                                                       | 1908, 1936, 1982                                         | II/P        | 22       | 1936 Umbau und Umdisponierung; 1980 Restaurierung und Umdisponierung; 2013 Restaurierung nach Wasserschaden |
| Herford             | Marienkirche (Stiftberger K.) (Chororgel) |                | Collon | 2004                                                     | II/P        | 32       | 2004 Neubau als Stiftung |
| Herne               | St. Bonifatius                            |                | S. Sauer | 1975                                                     | IV/P        | 58       | 1983 kleine Umdisponierung |
| Herzebrock-Clarholz | St. Laurentius                            |                | Johann Berenhard Klausing?                                                                                  | um 1740                                                  | II/P        | 30       | Zuschreibung (oder Johann Patroclus Möller oder Johann Josef Mencke), 1928 eingreifender Umbau |
| Hiltrop             | Erlöserkirche                             |                | Paul Faust                                                                                                  | 1928                                                     | II/P        | 32       | eine der größten, vollständig erhaltenen Faust-Orgeln |
| Hoinkhausen         | St. Pankratius                            |                | unbekannt, Johann Patroclus Möller, Arnold Isfording, Rudolf Randebrock, Emanuel Kemper, Gebrüder Stockmann | 1660, 1747, 1810/1813, 1867, 1956, 1999                  | II/p        | 19       | 1747 Ergänzung um ein Unterwerk, 1810 Umdisponierung und 1813 Erweiterung um ein selbstständiges Pedal, 1867 Umbau, 1956 Renovierungsumbau, 1999 Instandsetzung; gewachsener Zustand |
| Holzen (Arnsberg)   | Kloster Oelinghausen                      | weitere Bilder | unbekannt, Marten de Mare, Johann Berenhard Klausing, Kuhn                                                  | vor 1586, 1599, 1714–1717, 2000–2002                     | II/P        | 19       | 2000–2002 Restaurierung/Rekonstruktion; Gehäuse und 5 Register von Klausing, 2 Register ganz und 2 teilweise von 1586, 4–5 von de Mare erhalten → Orgel |
| Hordel              | Ev. Kirche                                |                | Paul Faust                                                                                                  | 1908                                                     | II/P        | 22       | pneumatische Kegelladen; später mehrere kleine Umbauten; weitgehend erhalten |
| Höxter              | Corvey                                    |                | Andreas Schneider, Paul Ott                                                                                 | 1681, 1963–1965                                          | II/P        | 32       | ein 1718 ergänztes Rückpositiv wurde spätestens 1830 wieder entfernt. 1965 Restaurierung; seit 2009 Rerestaurierung und Beseitigung von Bleifraß |
| Höxter              | St. Kiliani                               |                | Hinrich Klausing, Paul Ott, Johannes Klais                                                                  | 1710, 1962, 1998–2004                                    | III/P       | 34       | Neubau unter Einbeziehung von 5 Registern aus der Vorgängerorgel durch Klausing und seine beiden Söhne; später Um- und Erweiterungsumbauten (1971 Ergänzung um ein Rückpositiv); 1962 und 1998–2004 Restaurierung; Gehäuse erhalten, 2 Register älter als Klausing, 3 von Klausing ganz und 4 teilweise, 1 von Döhre (1883) erhalten, 7-8 von Klais und Rest von Ott → Orgel von St. Kiliani (Höxter) |
| Höxter              | St. Nikolai                               |                | Johann Berenhard Klausing, S. Sauer                                                                         | 1711, 1973                                               | III/P       | 32       | 1973 Neubau (Erweiterung um Rückpositiv und Pedaltürme), 1999 Restaurierung und Erneuerung der Spieltraktur; einige Register und teils Gehäuse von Klausing erhalten |
| Lage                | Marktkirche                               |                | Johannes Fincke, Emil Klassmeier, Emil Hammer Orgelbau                                                      | 1707, 1884, 1947                                         | II/P        | 25       | Beim Neubau 1707 bezog Fincke einige Register der Vorgängerorgel von 1648 ein (I/p/10), 1884 Erweiterung um ein selbstständiges Pedal, 1947 um ein Rückpositiv; sechs Register von 1648/1707 und Hauptwerkprospekt erhalten. |
| Langenholzhausen    | Ev.-ref. Kirche                           |                | Johann Berenhard Klausing, Christian Wilhelm Möhling?, Gustav Steinmann                                     | 1752, 1860, 1953–1955                                    | II/P        | 22       | 1860 Erweiterungsumbau, 1955 Neubau unter Verwendung des Gehäuseoberteils, 3–4 Registern von 1752 und 2 von 1860? |
| Lemgo               | St. Marien                                |                | Slegel, Fritz Scherer?, Rowan West                                                                          | 1587–1595, 1612–1613, 2010                               | II/P        | 20       | Schwalbennestorgel, 1612/13 Erweiterungsumbau, nach mehreren späteren Umbauten 2010 rekonstruiert; Gehäuse und einige Register erhalten → Orgel |
| Lemgo               | St. Marien                                |                | Paul Ott | 1974–1975                                                | IV/P        | 45       | horizontales Trompetenwerk |
| Lichtenau           | St. Kilian                                |                | Albert Pöttgen, Georg Carl Kuhlmann, Anton Feith, Speith                                                    | 1667, 1850, 1877/1939, 1997                              | II/P        | 19       | 1850 neues Pfeifenwerk, 1877 Erweiterung um 2. Manual mit Kegellade, 1939/1975 Umbau der Kegelladen; 1997 Neubau; Gehäuse von Pöttgen und 10 Register von Kuhlmann erhalten |
| Lichtenau           | Ev.-luth. Kirche                          |                | Balthasar Conrad Euler/Georg Carl Kuhlmann                                                                  | 1854                                                     | I/P         | 10       | Flöte 4′ im Pedal wurde aus Violonbass 8′ umgearbeitet; Führer ersetzte 1988 den 1917 abgelieferten Prinzipal 4′; ansonsten erhalten. |
| Madfeld             | St. Margaretha                            |                | unbekannt                                                                                                   | um 1890                                                  | II/P        | 13       | Prospektfront mit Jahreszahl 1809 und Initialen F. G. (Friedrich Gerlach?, dann vermutlich aus dem Kloster Bredelar stammend); im Jahr 1841 mit fünf Registern, Tätigkeit von Clewing 1887, Stimmung durch Firma Stockmann 1895, Restaurierungen 2000; 729 Pfeifen, mechanische Kegellade; möglicherweise Register nach und nach ergänzt, zwei Register ersetzt, die Übrigen original |
| Marienfeld          | Kloster Marienfeld                        |                | Johann Patroclus Möller, Franz Joseph Epmann, Rudolf Randebrock, Franz Breil, Kreienbrink                   | 1745–1751, 1795, 1883–1884, 1924, 1961–1962, 1999        | III/P       | 41       | unter Verwendung von Teilen der Vorgängerorgel; 1795, 1883/84 und 1924 eingreifende Umbauten; 1961/62 und 1999 Restaurierungen; Register aus allen Jahrhunderten seit der Spätgotik erhalten |
| Marienmünster       | Abtei Marienmünster                       |                | Johann Patroclus Möller, Franz Breil, Muhleisen                                                             | 1736–1738, 1965–1966, 2010–2012                          | III/P       | 44       | 1921 (Anton Feith), 1966 und 2010–2012 Restaurierungen; über 80 % erhalten |
| Minden              | St. Martini                               |                | Jürgen Slegel?, Johann Joseph Mencke, Gustav Steinmann                                                      | 1591, 1747, 1966                                         | III/P       | 40       | 1591 Rückpositiv von Slegel, 1747 Hauptwerk von Mencke, 1891 und 1966 Neubauten hinter historischem Gehäuse |
| Minden              | Mindener Dom (Westorgel)                  |                | Kuhn | 1992                                                     | IV/P        | 62       | |
| Kloster Möllenbeck  | Klosterkirche                             |                | Christian Wilhelm Möhling?, Friedrich Klaßmeier                                                             | 1844, 1909, 2013                                         | II/P        | 20       | 1909 Neubau unter Verwendung des Gehäuses und alter Register; 2013 Restaurierung durch Hendrik Ahrend |
| Münster             | St. Lamberti                              |                | Karl Schuke                                                                                                 | 1989                                                     | IV/P        | 54       | op. 448; freischwebend auf einer Stahlbrücke |
| Münster             | St.-Paulus-Dom                            |                | Klais | 1956                                                     | IV/P        | 74       | 1987 Umsetzung, neues Gehäuse und neue Spielanlage, 2002 Austausch einiger Register → Orgeln des St.-Paulus-Doms |
| Neuenheerse         | St. Saturnina                             |                | Andreas und Bernhard? Reinecke, Randebrock, Paul Ott                                                        | 1712–1714, 1882, 1964–1966                               | II/P        | 32       | 1882 Neubau durch Randebrock ohne Rückpositiv; 1966 Restaurierung/Rekonstruktion; Prospekt und einige Pedalregister erhalten |
| Obermarsberg        | Kloster Obermarsberg                      |                | Peter Henrich Varenholt, Heinrich Schulte, Franz Breil                                                      | 1707, 1859, 1973                                         | II/P        | 23       | unter Verwendung älteren Materials; 1859 Erweiterung um ein 2. Manual; Gehäuse, 1 Register von vor 1707, 5 von Varenholt und 6 von Schulte erhalten |
| Ostönnen            | St. Andreas                               |                | unbekannt, Meister Bartholdus, Johann Patroclus Möller, Bernhard Dreymann, Paul Ott                         | 1425–1431, 1586, 1721–1722, 1820, 1963                   | I/p         | 8        | ursprünglich für Alt St. Thomae in Soest gebaut; 326 Pfeifen vor 1500 angefertigt, 2 Register von 1586 teilweise, 91 Pfeifen von 1722 und 1 Register von 1820 erhalten; Gehäuse mehrfach umgebaut → Orgel von St. Andreas (Ostönnen) |
| Paderborn           | Paderborner Dom                           |                | S. Sauer | 1981, 2004–2005                                          | IV+III+II/P | 151      | Anlage aus 3 Orgeln; 2004 Erweiterung; zwei Generalspieltische; Chor- und Kryptaorgeln gehen weitgehend auf Anton Feith zurück; drittgrößte Kirchenorgel Deutschlands |
| Rietberg            | Franziskanerkloster Rietberg              |                | unbekannt, Bernhard Speith, Speith                                                                          | 1747, 1850/1927, 1991                                    | II/P        | 29       | Adolph Cappelmann oder Johann Patroclus Möller; 1850 und 1927 eingreifende Umbauten; 5 Register vor 1800, 10 von 1927 erhalten |
| Rietberg            | St. Johannes Baptist                      |                | Franz Henrich Pohlmann, Bernhard Speith                                                                     | 1834, 1967                                               | III/P       | 29       | 1967 um Rückpositiv erweitert, 1998 zwei Register ergänzt |
| Rinteln             | St. Nikolai                               |                | Adolph Compenius, Emil Hammer, Gebr. Hillebrand, Rudolf Janke                                               | 1621, 1969, 1981, 1995                                   | III/P       | 39       | Prospekt teilweise und einige Register von Compenius erhalten, 1 Register von 1890, Rest aus 20. Jh. |
| Rumbeck             | Kloster Rumbeck                           |                | Hinrich Klausing, Gebr. Hillebrand                                                                          | 1700, 2005–2006                                          | II/P        | 15       | Neubau unter Verwendung von Pfeifenmaterial aus dem 15. bis 17. Jahrhundert; 1829/30 Erweiterung um zweites Manual und freies Pedal; 2006 Rekonstruktion unter Beibehaltung des 2. Manuals, das im Stil von Klausing disponiert ist; 2 Register ganz und 4 teilweise erhalten |
| Schwalenberg        | Ev.-ref. Kirche                           |                | Johann-Markus Oestreich, Alfred Führer                                                                      | 1815, 1983                                               | II/P        | 18       | 1949 durch Schwelbrand beschädigt; Gehäuse rekonstruiert |
| Stiepel             | Dorfkirche Stiepel                        |                | Harm Dieder Kirschner                                                                                       | 2003                                                     | II/P        | 15       | Neubau, der sich am barocken Stil orientiert |
| Südlohn             | St. Vitus                                 |                | Johann Kersting                                                                                             | 1838                                                     | II/P        | 20       | weitgehend erhalten |
| Varenholz           | Schloss Varenholz, Ref. Kirche            |                | Christian Klausing, Christian Wilhelm Möhling, Gustav Steinmann                                             | 1748, 1840, 1954–1956/1977–1980                          | II/P        | 14       | 1840 Ergänzung um ein freies Pedal; Restaurierungen in zwei Abschnitten, 5 Register von 1748 und 2 von 1840 erhalten |
| Volmarstein         | Ev. Kirche                                |                | Gerhard von Holy, Carl Herbst                                                                               | 1734, 1864                                               | II/P        | 24       | weitgehend erhalten |
| Wallenbrück         | Marienkirche                              |                | unbekannt, Christian Vater, Ernst Klassmeier, Gustav Steinmann                                              | vor 1650, 1715, 1892                                     | II/P        | 20       | 1715 Erweiterung um Brustwerk, 1892 Umbau und Umdisponierung, 1976 Neubau unter Einbeziehung des historischen Bestandes; 3–4 Register aus 17. Jh., 1 von 1892 |
| Welver              | St. Albanus und Cyriakus                  |                | Johann Patroclus Möller, Paul Ott                                                                           | 1733, 1968                                               | I/P         | 12       | ursprünglich für Stift St. Walburgis in Soest erbaut, 1825–1827 umgesetzt; 1968 restauriert, 1982 auf Westempore umgesetzt; Gehäuse und 4 Register erhalten |